# Hyperolius ocellatus
Hyperolius ocellatus és una espècie de granota de la família dels hiperòlids que viu a Angola, Camerun, República Centreafricana, República del Congo, República Democràtica del Congo, Guinea Equatorial, el Gabon, Nigèria, Uganda i, possiblement també, Ruanda.